# Acarospora thamnina
Acarospora thamnina är en lavart som först beskrevs av Edward Tuckerman, och fick sitt nu gällande namn av Herre. Acarospora thamnina ingår i släktet Acarospora och familjen Acarosporaceae.   Inga underarter finns listade i Catalogue of Life.